# Љубичевски вишебој
Љубичевски вишебој је такмичење које се организује у оквиру Љубичевких коњичких игара. Састоји се од пет традиционалних дисциплина и као такво не постоји нигде у свету. Победник такмичења добија титулу „Витез Љубичева”, црвени витешки плашт и сабљу са натписом „Не вади ме без разлога, не враћај ме без части”.

## Дисциплине
- Гађање топузом — Задатак такмичара је да растојање од 50 метара пређу за највише пет секунди и гађају топузом гонг. Бочно растојање такмичара од мете је три метра.
- Гађање стрелом — Такмичари требају да растојање од 58 метара пређу за 5,5 секунди и да гађају мету са удаљености од осам метара.
- Гађање копљем — Такмичари су обавезни да растојање од 50 метара пређу за највише пет секунди и изврше гађање у мету са растојања од осам метара.
- Сеча сабљом — Такмичар мора да растојање од 68 метара пређе за највише седам секунди и скине фигуру главе са постоља, изврши сечу лубенице на постољу и пробијање мете пречника 30 центиметара постављене на тлу. Сабља се мора држати испред тела.
- Курирско јахање — Такмичари морају да у што краћем року, на растојању од 100 метара, у одласку и повратку предају поруку у торбици. При томе су обавезни да се врате са коњем и курирском торбицом, која при одласку и повратку мора бити дијагонално пребачена преко рамена такмичара.[2]

## Победници Љубичевског вишебоја
| Година | Победник            | Занимање              | Место     |
| ------ | ------------------- | --------------------- | --------- |
| 1964.  | Мирослав Буковчић   | Каскадер              | Врело     |
| 1965.  | Живота Прокић       | Земљорадник           | Бубушинац |
| 1966.  | Зоран Миљковић      | Ученик                | Пожаревац |
| 1967.  | Зоран Миљковић      | Студент               | Пожаревац |
| 1968.  | Војислав Трифуновић | Земљорадник           | Касидол   |
| 1969.  | Рајко Голић         | Студент               | Петровац  |
| 1970.  | Љубиша Петровић     | Радник                | Пожаревац |
| 1971.  | Рајко Голић         | Студент               | Петровац  |
| 1972.  | Петар Урошевић      | Студент               | Пожаревац |
| 1973.  | Мирослав Ранђеловић | Радник                | Пожаревац |
| 1974.  | Бранислав Ђурић     | Земљорадник           | Касидол   |
| 1975.  | Петар Урошевић      | Агроном               | Пожаревац |
| 1976.  | Бранислав Ђурић     | Земљорадник           | Касидол   |
| 1977.  | Драган Николић      | Студент               | Пожаревац |
| 1978.  | Рајко Голић         | Службеник             | Петровац  |
| 1979.  | Раде Миловановић    | Радник                | Пожаревац |
| 1980.  | Зоран Ивић          | Земљорадник           | Касидол   |
| 1981.  | Љубиша Петровић     | Радник                | Пожаревац |
| 1982.  | Синиша Стокић       | Радник                | Пожаревац |
| 1983.  | Раде Миловановић    | Радник                | Пожаревац |
| 1984.  | Раде Миловановић    | Радник                | Пожаревац |
| 1985.  | Зоран Ивић          | Земљорадник           | Касидол   |
| 1986.  | Зоран Ивић          | Земљорадник           | Касидол   |
| 1987.  | Мирко Станковић     | Студент               | Пожаревац |
| 1988.  | Раде Миловановић    | Радник                | Пожаревац |
| 1989.  | Зоран Ивић          | Земљорадник           | Касидол   |
| 1990.  | Зоран Милошевић     | Ел. техничар          | Пожаревац |
| 1991.  | Синиша Стокић       | Радник                | Пожаревац |
| 1992.  | Раде Миловановић    | Радник                | Пожаревац |
| 1993.  | Душан Миљковић      | Ветеринарски техничар | Пожаревац |
| 1994.  | Слободан Симоновић  | Радник                | Пожаревац |
| 1995.  | Војин Мирковић      | Радник                | Пожаревац |
| 1996.  | Небојша Дозет       | Радник                | Љубичево  |
| 1997.  | Синиша Стокић       | Радник                | Пожаревац |
| 1998.  | Драгиша Марковић    | Земљорадник           | Касидол   |
| 1999.  | Даворин Живковић    | Ел. техничар          | Пожаревац |
| 2000.  | Небојша Дозет       | Радник                | Љубичево  |
| 2001.  | Небојша Дозет       | Радник                | Љубичево  |
| 2002.  | Љубиша Петровић     | Радник                | Пожаревац |
| 2003.  | Малиша Вујчић       | Земљорадник           | Касидол   |
| 2004.  | Даворин Живковић    | Ел. техничар          | Пожаревац |
| 2005.  | Даворин Живковић    | Ел. техничар          | Пожаревац |
| 2006.  | Слађан Младеновић   | Радник                | Пожаревац |
| 2007.  | Синиша Стокић       | Трговац               | Пожаревац |
| 2008.  | Даворин Живковић    | Прив. угоститељ       | Пожаревац |
| 2009.  | Бобан Јанићијевић   | Радник обезбеђења     | Пожаревац |
| 2010.  | Синиша Стокић       | Трговац               | Пожаревац |
| 2011.  | Иван Станковић      | Тренер галопера       | Пожаревац |
| 2012.  | Синиша Стокић       | Трговац               | Пожаревац |
| 2013.  | Иван Станковић      | Тренер галопера       | Пожаревац |
| 2014.  | Марко Миленковић    | Столар                | Пожаревац |
| 2015.  | Даворин Живковић    | Ел. техничар          | Пожаревац |
| 2016.  | Марко Миленковић    | Столар                | Пожаревац |
| 2017.  | Марко Миленковић    | Столар                | Пожаревац |
| 2018.  | Марко Миленковић    | Столар                | Пожаревац |
| 2019.  | Андрија Стерђевић   | Столар                | Пожаревац |
| 2020.  | Марко Миленковић    | Столар                | Пожаревац |
| 2021.  | Марко Миленковић    | Столар                | Пожаревац |